# فروخ فتح علي خان
فروخ فتح علي خان (الأردية: فرخ فتح علی خان) (25 ديسمبر 1952 - 7 سبتمبر 2003) كان موسيقيًا باكستانيًا يعزف على القدمية في موسيقى القوالي، وهو الأخ الأصغر لنصرت فتح علي خان، ابن فتح علي خان، ابن شقيق مبارك علي خان، ووالد راحت فتح علي خان.

## حياته
كان نصرت فتح علي خان قائد فرقة عائلية للقوالي منذ عام 1971 حتى وفاته في عام 1997. وكان فروخ فتح علي خان واحدًا من بين شخصين فقط بقيا أعضاء في هذه الفرقة طوال هذه الفترة. كان فروخ العازف الرئيس على القدمية، كما كان مغنيًّا مصاحبًا. يمكن القول إن موهبته في العزف على جميع المقاييس، وقدرته على تبديل اللحن في أي لحظة هي الأفضل في مهنته. أثناء مرافقته لنصرت إلى إنجلترا، ذاع صيتُه على نطاق واسع، وأطلِقَ عليه لقب "ملك القدمية" (هارمونيوم راج صاحب).
في أحيان كثيرة لم تبرز موهبته وإنجازاته بشكلٍ ملحوظ بسبب العزف والغناء في ظل نصرت علي خان العملاق. في مقابلة مع التلفزيون الباكستاني أجريت معه عام 1989، كشف نصرت أنه في كثير من الأحيان كانت ألحان القوالي التي تُغنيها الفرقة من تأليف فروخ ذاته، ويُنسب إليه الفضل في بعض ألبومات الفرقة التي نالت شعبيّة كبيرة، مثل "شاهنشاه".
ظل فروخ عضوًا في الفرقة حتى بعدما تولى ابنه راحت فتح علي خان قيادتها بعد وفاة نصرت عام 1997. توفي فروخ فتح علي خان في 7 سبتمبر 2003.

## العلاقة بين فروخ ونصرت وراحت علي خان
غالبًا ما كان كل من فروخ وولده راحت يرافقان نصرت في الغناء، وكانا جزءًا هامًّا من فريقه. لقد واصلا إحياء ميراث نصرت بعد وفاته عام 1997، وقد ظهر فروخ وراحت لأول مرة في بوليوود معًا في فيلم "باب" عام 2003، والذي صدر بعد أشهر قليلة من وفاة فروخ.

## وصلات خارجية
- فروخ فتح علي خان على موقع IMDb (الإنجليزية)
- فروخ فتح علي خان على موقع ميوزك برينز (الإنجليزية)
- فروخ فتح علي خان على موقع ديسكوغز (الإنجليزية)

1. ↑  مذكور في: استنادات المكتبة الوطنية الفرنسية. مُعرِّف المكتبة الوطنية الفرنسية (BnF): 13927959c. باسم: Farouk Fateh Ali Khan. المُؤَلِّف: المكتبة الوطنية الفرنسية. لغة العمل أو لغة الاسم: الفرنسية.